# ريكاردو مونيوث
ريكاردو مونيوث (بالإنجليزية: Ricardo Muñoz)‏ هو سياسي أمريكي، ولد في 1965 في مونتيري في المكسيك. حزبياً، نشط في الحزب الديمقراطي.